# Ophiophagus hannah
La cobra real (Ophiophagus hannah) es una especie de serpiente de la familia Elapidae y único miembro del género Ophiophagus. Se distribuye por India, Bangladés, Birmania, sur de China, Vietnam, Laos, Camboya, Tailandia, Malasia, Indonesia y Filipinas. 
Es la serpiente venenosa más grande que existe. El promedio de su longitud es de 5,1 m pero algunas alcanzan los 6,4 metros. Es una serpiente delgada, de color oliva o pardo, con ojos de color bronce.
Su dieta consiste básicamente en otros ofidios. Incluso su propio nombre, "Ophiophagus", significa literalmente "comedora de serpientes". 

## Origen y evolución
Es probable que el inicio de los  ofidios(serpientes) tuviera lugar en Gondwana,   como la mayoría de las serpientes primitivas actuales, se encuentran en los continentes meridionales, es decir, en los fragmentos de aquel antiguo continente austral.
Entre los escasos fósiles de ofidios primigenios figura Dinilysia patagonica, del Cretácico, cuyo cráneo recuerda al de los actuales cilindrófidos, unas serpientes bastante primitivas del sur de Asia.
Sin embargo, y pese a la escasez del registro fósil, los herpetólogos están de acuerdo en que la gran radiación evolutiva del suborden ofidios no se produjo en el sur sino en el norte: se fraguó en Laurasia al iniciarse el Cenozoico y, al igual que sucedió con aves, roedores, primates y carnívoros, se tornó explosiva durante el Mioceno, período en el que aparecieron muchos de los géneros actuales de ofidios colubroides. Los colubroides constituyen hoy más del 80% de la fauna ofídica del mundo, y algunos géneros actuales ya habían aparecido a principios del Mioceno; es decir, hace 25 millones de años. Entre ellos había algunos elápidos, y es posible que sus ancestros -cuyos fósiles no se conocen- llevaran una vida subterránea, ya que la ausencia de escama loreal es un rasgo que la familia de las cobras, kraits y serpientes marinas comparte únicamente con atrascaspídidos -unas «víboras» subterráneas que se clasifican en una familia distinta de los vipéridos- y con unos pocos colúbridos excavadores.
Cinco o seis millones de años después de la aparición de los primeros géneros de elápidos, se formaban en Eurasia las primeras especies de Naja, no muy distintas de las cobras que conocemos hoy, y entre las cuales posiblemente estaba la cobra real.

## Descripción
Es una serpiente de gran tamaño, con una capucha (propia de las cobras) no tan pronunciada como las cobras del género Naja. Su coloración suele ser parda u olivácea, a veces amarillenta, con parches ventrales de un color más claro; las escamas de la cabeza están orladas de negro.
Posee un tamaño de entre 3 y 4 m de longitud media (tamaño máximo, cerca de 6 m), lo que la convierte en la serpiente venenosa más grande del mundo. Su peso suele variar; un ejemplar bien nutrido, de 4,7 m de longitud, pesa unos 12 kg en promedio.

### Anatomía
Como la mayoría de los ofidios, la cobra real no sólo carece de patas, sino además de cinturas escapular y pélvica. Su gran número de vértebras permite una gran flexibilidad de la columna vertebral, sin merma alguna de su estabilidad gracias al refuerzo adicional que proporcionan las proyecciones vertebrales.

#### Cráneo

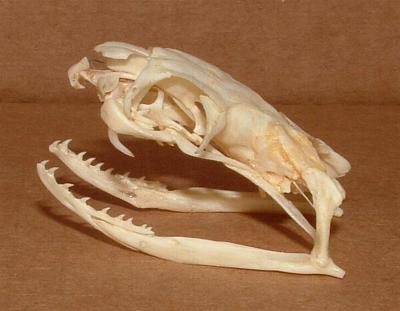
Cráneo de cobra real.

El cráneo es de tipo diápsido. Se articula con la primera vértebra mediante un cóndilo occipital único, lo que le confiere una gran movilidad. Mucho más flexible que el de los otros reptiles, especialmente en el punto de unión de las dos mitades de la mandíbula inferior, permite tragar presas mucho mayores que el grosor normal de la cabeza.
Como los demás Elápidos, las cobras tienen colmillos acanalados situados frontalmente.

#### Ojos y visión
Como en las otras serpientes, difieren en gran medida de los otros vertebrados e incluso de los saurios. Así como estos últimos distorsionan el cristalino para enfocar los objetos más próximos, las serpientes realizan el enfoque desplazando el cristalino con respecto a la retina de un modo análogo al objetivo de una cámara fotográfica. Sin embargo, es también algo de poco valor, ya que la vista de las serpientes es muy deficiente. Los ojos de la cobra real tienen la pupila redonda como corresponde a un reptil diurno; los párpados están soldados en sí y forman una lente transparente encima del mismo ojo. Con respecto a otras serpientes que son ciegas, la cobra posee una visión un poco mejor calibrada, pero sigue siendo ineficiente.

## Comportamiento
Se trata de la única serpiente que realiza la puesta de huevos dentro de una especie de nido, que la misma madre elabora arrastrando hierbas y ramas pequeñas con su cola. Poco antes de la eclosión de los huevos, la madre abandona la zona (que desde la época de la puesta ha defendido con una agresividad increíble), supuestamente para sustraerse a la tentación de comerse a las crías.
La cobra real suele ser muy agresiva cuando se le molesta, aunque se sabe que evitan la presencia humana escapando de ésta cuando tienen la oportunidad.

## Dieta
Se alimentan principalmente de otras serpientes; de hecho cumplen un papel fundamental en el control de estos animales. Las especies más comunes de las cuales se alimentan son: serpiente rata, cobra india, serpientes kraits y varias especies de pitones.  También complementa su dieta con algunos lagartos.
Cuando es difícil conseguir comida, las cobras reales empiezan a cazar aves. Cuando consiguen una presa de gran tamaño, pueden permanecer varias semanas sin comer gracias a que tienen un metabolismo lento.

## Veneno

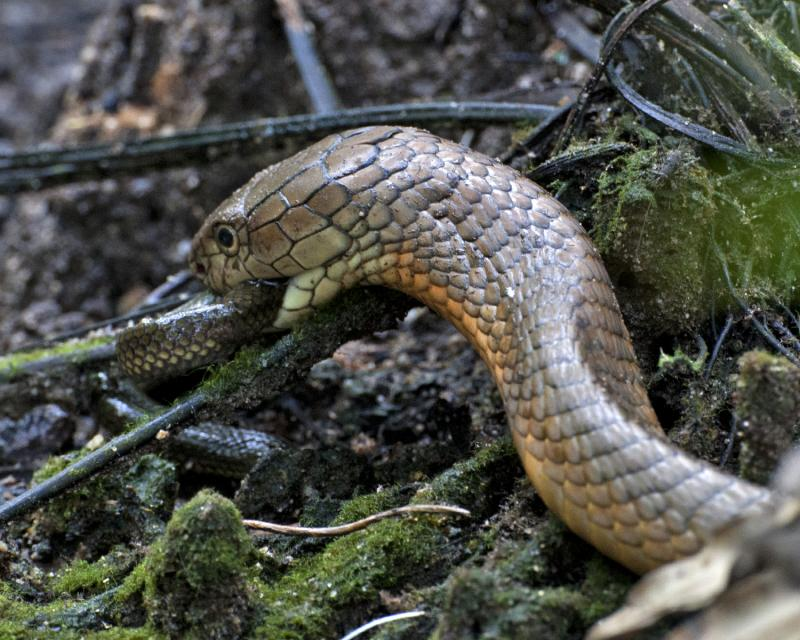
Alimentándose de una serpiente.

El veneno de la cobra real se compone principalmente de neurotoxinas, pero también contiene compuestos cardiotóxicos y algunos otros. Los constituyentes tóxicos son principalmente proteínas y polipéptidos.
Durante una mordedura, el veneno es forzado a salir a través de 1,25 a 1,5 centímetros de los colmillos de la serpiente. Las toxinas comienzan a atacar a la víctima en el sistema nervioso central. Los síntomas pueden incluir dolor agudo, visión borrosa, vértigo, somnolencia y parálisis. El envenenamiento avanza a un colapso cardiovascular, y la víctima cae en un coma. La muerte sigue, debida a la insuficiencia respiratoria.
Esta especie es capaz de inyectar una gran cantidad de veneno; la inyección de una dosis puede variar entre 200 y 500 miligramos, en promedio, y hasta puede llegar a los 7 ml. Aunque el veneno es débil en comparación con la mayoría de los elápidos basados en DL50 en ratones, todavía puede ofrecer una mordedura que puede matar a un ser humano debido a la enorme cantidad de veneno que le inyecta en una sola vez. La mortalidad puede variar considerablemente con la cantidad de veneno involucrado, normalmente no mortal. De acuerdo con un informe de investigación del Departamento de Toxinología de la Universidad de Adelaida, una mordedura no tratada tiene una mortalidad del 50-60% dependiendo de muchos factores, sobre todo en los casos de envenenamiento muy graves. La muerte puede ocurrir tan pronto como 30 minutos después de ser mordido por esta especie. En Tailandia, se ingiere una mezcla de alcohol y la raíz de la cúrcuma de tierra, lo que se ha demostrado clínicamente que crea una fuerte resistencia contra el veneno de la cobra real y otras serpientes con veneno neurotóxico.[cita requerida]